# 13390 Bouška
13390 Bouška è un asteroide della fascia principale. Scoperto nel 1999, presenta un'orbita caratterizzata da un semiasse maggiore pari a 2,5818575 UA e da un'eccentricità di 0,1772200, inclinata di 13,24622° rispetto all'eclittica.
Dal 20 marzo al 23 maggio 2000, quando 14217 Oaxaca ricevette la denominazione ufficiale, è stato l'asteroide denominato con il più alto numero ordinale. Prima della sua denominazione, il primato era di 12576 Oresme.
L'asteroide è dedicato all'astronomo ceco Jiří Bouška.